# Орасіо Кіроґа
Орасіо Сильвестре Кіроґа Фортеса (ісп. Horacio Silvestre Quiroga Forteza, 31 грудня 1878, Сальто — 19 лютого 1937 Буенос-Айрес) — уругвайський письменник.

## Короткий життєпис
Батько — аргентинський дипломат Пруденсіо Кіроґа — через два з половиною місяці після народження сина був випадково застрелений з рушниці. Орасіо навчався в Монтевідео, виявляв схильність до літератури і до наук (механіка, фізика, хімія). У 1899 році побував в Парижі, але не знайшов смаку в богемному житті. Повернувшись в Уругвай, викладав іспанську, займався журналістикою, захоплювався фотографією. Дебютував в 1901 році книгою віршів і поетичної прози, написаної під впливом іспаномовного модернізму (Рубен Даріо).
З 1902 року жив в основному в Аргентині. Як фотограф взяв участь в експедиції по провінції Чако, яку за підтримки Міністерства освіти організував Леопольдо Лугонес. Закохався в сельву, прожив там з сім'єю декілька років. У 1915 році втратив дружину, яка покінчила з собою. У 1920-ті роки працював в кіно як сценарист, займався кінокритикою, писав для газет і журналів. Другий шлюб письменника розпався. Хворий на рак простати, отруївся ціанідом.

## Творчість
Автор новел і романів, пройнятих похмурою фантастикою в дусі Едгара По, про темні, фатальні сили природи і людської психіки. Відомі також його розповіді про природу і тварин сельви, що стали популярними у дітей декількох поколінь; в них виявляють близькі риси з Книгою джунглів Кіплінга. Серед фантастичних творів виділяється один з перших нф романів Латинської Америки «Вміла людина», ймовірно написаний під впливом роману Мері Шеллі Франкенштайн, або Сучасний Прометей.

## Переклади українською
- Кірога Орасіо Анаконда. — К., 1969
- Орасіо Кіроґа. Казки сельви[es] / пер. з ісп. Сергій Бощевський. — К. : Видавництво Анетти Антоненко, 2015. — 116 с. — ISBN 978-617-7192-15-1.[6]
- Орасіо Кіроґа. Оповіді про кохання, божевілля та смерть[es] / пер. з ісп. Галина Грабовська. — К. : Видавництво Анетти Антоненко, 2020. — 224 с. — ISBN 978-617-7654-32-1.[7]